# Communauté de communes du Vézelien
La communauté de communes du Vézelien est une ancienne communauté de communes française, située dans le département de l'Yonne en région Bourgogne.
Créée le 1er janvier 2009, elle disparait le 1er janvier 2014. Ses communes membres sont alors intégrées à la communauté de communes de l'Avallonnais, de Morvan-Vauban et du Vézelien.

## Histoire
Créée le 1er janvier 2009 à la suite du SIVOM de Vézelay, elle réunit 18 communes et 4 296 habitants sur 25 571 hectares.
André Villiers, maire de Vézelay, conseiller général du canton de Vézelay et sénateur de l'Yonne, en est le président.

## Composition
La communauté de communes du Vézelien regroupe les 18 communes du canton de Vézelay.
| Nom                   | Code Insee | Gentilé          | Superficie (km2) | Population (dernière pop. légale) | Densité (hab./km2) |
| --------------------- | ---------- | ---------------- | ---------------- | --------------------------------- | ------------------ |
| Asnières-sous-Bois    | 89020      | Asniérois        | 17,95            | 135 (2014)                        | 7,5                |
| Asquins               | 89021      | Asquinois        | 21,60            | 296 (2014)                        | 14                 |
| Blannay               | 89044      |                  | 7,26             | 121 (2014)                        | 17                 |
| Brosses               | 89057      | Brossards        | 19,97            | 312 (2014)                        | 16                 |
| Chamoux               | 89071      | Chamoutins       | 6,93             | 95 (2014)                         | 14                 |
| Châtel-Censoir        | 89091      | Castelcensoriens | 24,62            | 644 (2014)                        | 26                 |
| Domecy-sur-Cure       | 89145      |                  | 20,57            | 407 (2014)                        | 20                 |
| Foissy-lès-Vézelay    | 89170      | Fusciacusiens    | 5,53             | 137 (2014)                        | 25                 |
| Fontenay-près-Vézelay | 89176      | Fontanéens       | 15,48            | 137 (2014)                        | 8,9                |
| Givry                 | 89190      | Givryats         | 8,43             | 179 (2014)                        | 21                 |
| Lichères-sur-Yonne    | 89225      | Lichérois        | 14,31            | 56 (2014)                         | 3,9                |
| Montillot             | 89266      | Montillotois     | 22,45            | 279 (2014)                        | 12                 |
| Pierre-Perthuis       | 89297      | Perthuisiens     | 7,34             | 133 (2014)                        | 18                 |
| Saint-Moré            | 89362      | Morillons        | 11,98            | 177 (2014)                        | 15                 |
| Saint-Père            | 89364      | Saint-Pérais     | 15,28            | 320 (2014)                        | 21                 |
| Tharoiseau            | 89409      |                  | 3,43             | 63 (2014)                         | 18                 |
| Vézelay               | 89446      | Vézeliens        | 21,83            | 435 (2014)                        | 20                 |
| Voutenay-sur-Cure     | 89485      | Voutenaysiens    | 10,04            | 220 (2014)                        | 22                 |